# Tetranema megaphyllum
Tetranema megaphyllum là một loài thực vật có hoa trong họ Mã đề. Loài này được (Brandegee) L.O. Williams miêu tả khoa học đầu tiên năm 1972.